# 박경신 (1971년)
박경신(朴景信, 1971년 1월 5일 ~ )은 고국인 대한민국에서 활동하는 한국계 미국인 법학자이자 교수로 2011년부터 2014년까지 방송통신심의위원을 지냈다.  현재 고려대학교 법학전문대학원 교수로 재직 중이며 법무법인 한결의 미국법 자문 변호사이기도 하다. 참여연대 공익법센터, 민주사회를 위한 변호사회 회원, 미디어발전국민위원으로도 활동했으며 활발한 사회활동을 벌이고 있다.

## 생애
충청남도 태안군에서 태어나 대전과학고등학교를 마치고 KAIST 1학년 재학 중 1986년 미국으로 이민갔다. 하버드 대학교 물리학과를 졸업하고 UCLA 법학대학원에서 법학 박사 과정을 졸업하였다.

## 논란

### 표현의 자유 논쟁
민주당의 추천으로 방송통신심의위원으로 임명되었으며 남녀 성기 사진과 그림 게재로 논란이 되었다. 한 네티즌이 자신의 미니홈피에 게재한 남자 성기 사진을 방송통신심의위원회가 검열․삭제하려 하자, 박경신 교수가 해당 사진을 자신의 블로그에 올려서 화제가 되었다.

## 저서
- 《진실유포죄》(다산초당, 2012) ISBN 9788963708775
- 《표현ㆍ통신의 자유 - 이론과 실제》(논형, 2013) ISBN 9788963571461